# Victor McLaglen
Victor McLaglen de nom Victor Everleigh McLaglen (Stepney, 10 de desembre de 1886 − Newport Beach, 7 de novembre de 1959) va ser un boxejador i actor britànic i estatunidenc
És el pare del director Andrew V. McLaglen.

## Biografia
Fill d'un bisbe anglicà, Victor McLaglen marxa amb la seva família a establir-se a Sud-àfrica. Als 14 anys, marxa de la llar familiar per allistar-se a l'exèrcit i participar en la Segona Guerra Bòer. Quan té 18 anys, emigra al Canadà on es guanya la seva vida com a lluitador i boxejador en la categoria dels pesos pesants. Guanya la "Heavyweight Championship of the British Army" el 1918. Mesurava 1,91m i pesava 89 kg. També va treballar en un circ – oferien una prima de 25 dòlars a qui mantenia tres assalts contra ell. El 1913, torna al Regne Unit i serveix durant la Primera Guerra Mundial. Un cop acabada la guerra, la seva fisonomia de boxejador li permet ser contractat per a petits papers a les pel·lícules mudes britàniques.
La carrera cinematogràfica de Victor McLaglen comença realment quan arriba a Hollywood el 1920. S'imposa progressivament als estudis i amb el públic encarnant els bons gegants i els alcohòlics. La seva trobada amb John Ford suposarà un tomb a la seva carrera. El 1928, Ford li confia el paper principal de Hangman's House i sobretot el 1934, el seu primer gran paper parlat a La patrulla perduda. Finalment, l'any següent amb El delator, s'emporta l'Oscar al millor actor. Victor McLaglen que acaba de fer 50 anys es converteix llavors un actor de Hollywood. És sol·licitat per a nombroses pel·lícules d'aventures, melodrames o inclús pel·lícules de guerra que li permeten encarnar com a segons papers una gran varietat de personatges. Però a poc a poc en el transcurs dels anys 1940, a Victor McLaglen li proposen pel·lícules cada vegada més mediocres.
Mentre que la carrera de Victor McLaglen declina, Ford el crida per magnífics segons papers en el seu cicle de la cavalleria: Fort Apache el 1948, La legió invencible el 1949 i Rio Grande el 1950. El 1952, a The Quiet Man encarna el seu últim gran paper i aconsegueix una nova nominació en els Oscars, aquesta vegada en la categoria del millor paper secundari. Les seves actuacions a les pel·lícules de Ford el presenten muntat a cavall. Tanmateix, malalt, ha de reduir les seves aparicions i posar fi a la seva carrera el 1958. Haurà tingut no obstant això el paper principal de la tercera pel·lícula del seu fill Andrew V. McLaglen, The Abductors el 1957.
Victor McLaglen, que s'havia fet naturalitzar ciutadà estatunidenc, mor d'una crisi cardíaca el 7 de novembre de 1959 a Newport Beach.

## Filmografia
- 1920: The Call of the Road: Alf Truscott
- 1921: The Sport of Kings: Frank Rosedale
- 1921: The Prey of the Dragon: Brett 'Dragon' Mercer
- 1921: Corinthian Jack: Jack Halstead
- 1921: Carnival
- 1922: A Sailor Tramp: The Sailor Tramp
- 1922: A Romance of Old Baghdad: Miski
- 1922: Little Brother of God: King Kennidy
- 1922: The Crimson Circle
- 1922: The Glorious Adventure: Bulfinch
- 1923: Woman to Woman: Nubian Slave
- 1923: The Romany: The Chief
- 1923: M'Lord of the White Road: Lord Annerley / John
- 1923: In the Blood: Tony Crabtree
- 1923: Heartstrings: Frank Wilson
- 1924: Women and Diamonds: Brian Owen
- 1924: The Gay Corinthian: Squire Hardcastle
- 1924: The Boatswain's Mate: Ned Travers
- 1924: The Beloved Brute: Charles Hinges
- 1924: The Passionate Adventure: Herb Harris
- 1925: The Hunted Woman: Quade
- 1925: Percy: Reedy Jenkins
- 1925: Winds of Chance: Poleon Doret
- 1925: The Unholy Three: Hercules
- 1925: The Fighting Heart: Soapy Williams
- 1926: The Isle of Retribution: Doomsdorf
- 1926: Men of Steel: Pete Masarick
- 1926: Beau Geste: Hank
- 1926: What Price Glory?: Cap. Flagg
- 1927: The Loves of Carmen: Escamillo
- 1928: Mother Machree: Terence O'Dowd
- 1928: A Girl in Every Port: Spike Madden
- 1928: Hangman's House: Denis Hogan
- 1928: The River Pirate: Mariner Fritz
- 1929: Captain Lash: Capità Lash
- 1929: Strong Boy: Strong Boy
- 1929: The Black Watch: Cap. Donald Gordon King
- 1929: The Cock-Eyed World: Sergent Flagg
- 1929: Hot for Paris: John Patrick Duke
- 1930: On the Level: Biff Williams
- 1930: A Devil with Women: Jerry Maxton
- 1931: Three Rogues: Bull Stanley
- 1931: The Slippery Pearls: Sergent Flagg
- 1931: Dishonored: Cor. Kranau
- 1931: Women of All Nations: Cap. Jim Flagg
- 1931: Annabelle's Affairs: John Rawson
- 1931: Wicked: Scott Burrows
- 1932: The Gay Caballero: Don Bob Harkness
- 1932: Devil's Lottery: Jem Meech
- 1932: While Paris Sleeps: Jacques Costaud
- 1932: Guilty as Hell: Detectiu Cap. T.R. McKinley
- 1932: Rackety Rax: 'Knucks' McGloin
- 1933: Dick Turpin: Dick Turpin
- 1933: Hot Pepper: Jim Flagg
- 1933: Laughing at Life: Dennis P. McHale
- 1934: La patrulla perduda (The Lost Patrol): Sergent
- 1934: No More Women: Forty-Fathoms
- 1934: Wharf Angel: Turk
- 1934: Murder at the Vanities: Policia Bill Murdock
- 1934: The Captain Hates the Sea: Schulte
- 1935: Under Pressure: Jumbo Smith
- 1935: The Great Hotel Murder: Andrew W. 'Andy' McCabe
- 1935: El delator (The Informer): Gypo Nolan
- 1935: Professional Soldier: Michael Donovan
- 1936: Klondike Annie: Bull Brackett
- 1936: Under two flags: J.C. Doyle
- 1936: Magnificent Brute: Big Steve
- 1937: Sea Devils: CPO William 'Medals' Malone
- 1937: Nancy Steele Is Missing!: Dannie O'Neill
- 1937: This Is My Affair: Jock Ramsay
- 1937: Wee Willie Winkie: Sergent Donald MacDuff
- 1938: Battle of Broadway: Big Ben Wheeler
- 1938: The Devil's Party: Marty Malone
- 1938: We're Going to Be Rich: Dobbie
- 1939: El transatlàntic del Pacífic (Pacific Liner): J.B. 'Crusher' McKay
- 1939: Gunga Din: Sergent 'Mac' MacChesney
- 1939: Let Freedom Ring: Chris Mulligan
- 1939: Captain Fury: Blackie
- 1939: Ex-Champ: Tom 'Gunner' Grey
- 1939: Confessió completa (Full Confession): McGinnis
- 1939:  Rio: Dirk
- 1939: The Big Guy: Warden Bill Whitlock
- 1940: Al sud de Pago Pago (South of Pago Pago): Bucko Larson
- 1940: Diamond Frontier: Terrence Regan
- 1941: Broadway Limited: Maurice 'Mike' Monohan
- 1942: Call Out the Marines: Jimmy McGinnis
- 1942: Powder Town: Jeems O'Shea
- 1942: China Girl: Major Weed
- 1943: Forever and a Day: Archibald Spavin
- 1944: Tampico: Fred Adamson
- 1944: Roger Touhy, Gangster: Herman 'Owl' Banghart
- 1944: La princesa i el pirata (The Princess and the Pirate): Capità Barrett ak The Hook
- 1945: Rough, Tough and Ready: Owen McCarey
- 1945: Love, Honor and Goodbye: Terry O'Farrell
- 1946: Whistle Stop: Gitlo
- 1947: Calendar Girl: Matthew O'Neil
- 1947: The Michigan Kid: Curley
- 1947: The Foxes of Harrow: Capità Mike Farrell
- 1948: Fort Apache: Sergent Festus Mulcahy
- 1949: La legió invencible (She Wore a Yellow Ribbon): Top Sergent Quincannon
- 1950: Rio Grande: Sergent Maj. Timothy Quincannon
- 1952: The Quiet Man: Squire 'Red' Will Danaher
- 1953: Trouble in the Glen: Parlan
- 1953: Fair Wind to Java: O'Brien
- 1954: El príncep valent (Prince Valiant): Boltar
- 1955: Many Rivers to Cross: Mr. Cadmus Cherne
- 1955: City of Shadows: Big Tim Channing
- 1955: Bengazi: Robert Emmett Donovan
- 1955: Lady Govina: Grimald
- 1956: La volta al món en vuitanta dies (Around the World in Eighty Days) de Michael Anderson: Timoner de l'Henrietta
- 1957: The Abductors: Tom Muldoon
- 1958: Sea Fury: Capità Bellew
- 1958: Gli Italiani sono matti

## Premis i nominacions
Premis
- 1936: Oscar al millor actor per El delator

Nominacions
- 1953: Oscar al millor actor per The Quiet Man